# Cirkus Rabello
Cirkus Rabello var en dansk omrejsende cirkus med et 4-masters telt, der turnerede i 1947 og 1949, ejet af jongløren Leon Rabello (1912- ?).
Leon Rabello, der blev født i 1912, blev beskrevet som "tredje generation jonglør af Renari-familien". I 1947 fortalte han til en avis i Randers, at han i begyndelsen af 1930'erne, som en lille krøllet dreng, havde optrådt som jonglør med bolde, pinde og meget andet. Han sande, at han blev kaldt den lille Rastelli, da nogle af de tricks han viste, var de samme, som den berømte italienske jonglør, Enrico Rastelli, optrådte med. Rabello fortalte tillige, at han som 16-årig stak af hjemmefra og kom til Italien, hvor han lærte at stå på egne ben. Han var på turne med flere cirkus, indtil han havde tjent nok til at starte sit eget cirkus i Sydamerika. Kort før WWII etablerede han Cirkus Rabello, hvor det først turnerede i England og senere i Sverige.
Om fortællingen til Randers-avisen er korrekt, kan drages i tvivl. En plakat fra engelske Blackpool Palace viser, at Leon Rabello medvirkede der i oktober 1939, som optrædende, men ikke som cirkusejer. Rabello var også i Sverige, hvor han i 1930, 1940 og 1943 blandt andet optrådte nogle uger i Cabarethallen i forlystelsesparken Liseberg i Göteborg.
I 1947 turnerede Cirkus Rabello i Danmark, hvor de kaldte sig "den firemastede gigantcirkus Rabello" og reklamerede med, at der var "folkeslag og dyr fra 5 verdensdele". Igen i 1949 turnede Rabello i Danmark. Her blev den blev ramt af uheld. Da cirkus lå i Karlsunde på Sjælland, blev teltet den 6. maj beskadiget af en skypumpe. Senere besøgtes Bornholm, hvor en brand i Rønne den 29. maj ødelagde køkkentelt og staldtelt. Selvom der kun var materiel skade efter skypumpe og brand, var det økonomisk så hårdt, at Leon Rabello den 12. juni besluttede at stoppe Cirkus Rabello.
Leon Rabello optrådte atter i Danmark i oktober 1960, som jonglør på Kloster-Messen i Løgumkloster.

## Ekstern henvisning
Filmklip fra Pathé i 1936 af Leon Rabello som jonglør.